# Boys (pesem, Britney Spears)
»Boys« je pesem ameriške glasbenice Britney Spears. Napisala in producirala sta jo Chad Hugo ter Pharrell Williams z dueta The Neptunes in ameriška rap glasbena skupina N.E.R.D.. Verzija pesmi, imenovana »Co-edov remix«, ki je izšla kot šesti singl s tretjega glasbenega albuma Britney Spears, Britney (2001), je vključevala tudi vokale Pharrella Williamsa. Pesem je izšla tudi kot drugi singl s soundtracka za film Austin Powers v Zlatotiču. Pesem »Boys« je R&B in hip-hop pesem z elementi dance-pop, soul ter funk glasbe. Remix pesmi ima počasnejši tempo kot originalna verzija, obe verziji pa naj bi bili zelo podobni delom Janet Jackson. Nekateri glasbeni kritiki so hvalili kemijo med Britney Spears in Pharrellom Williamsom, pa tudi produkcijo pesmi, drugi pa so menili, da to ni pevkino najboljše delo.
Pesem na Billboardovih glasbenih lestvicah v Združenih državah Amerike ni bila preveč uspešna, kljub temu pa je zasedla eno izmed prvih desetih mest na belgijski, irski in britanski glasbeni lestvici ter eno izmed prvih dvajset pesmi v Avstraliji, Nemčiji, Avstriji, Švici, na Švedskem, Finskem in Danskem. Kasneje je v Avstraliji prejela zlato certifikacijo. Videospot za pesem, ki ga je režiral Dave Meyers, je bil leta 2003 nominiran za nagrado MTV Video Music Award v kategoriji za »najboljši filmski videospot«. Vključeval je prizore Britney Spears in Pharrella Williamsa na zabavi. Pevka je s pesmijo »Boys« nastopila večkrat, med drugim tudi ob začetku iger NBA All-Star Game leta 2002, v oddaji Saturday Night Live in na večini svojih turnej.

## Ozadje
Pesem so v originalu nameravali vključiti samo na tretji, po njej poimenovan glasbeni album Britney Spears. Pesem je napisal in produciral duet The Neptunes (Chad Hugo in Pharrell Williams) — člana ameriške rap glasbene skupine N.E.R.D.. Kasneje so posneli še »Co-Edov remix« pesmi, ki je imel nekoliko drugačen zvok, dodali pa so tudi vokale Pharrella Williamsa. Potem, ko so pesem vključili na soundtrack filma Austin Powers v Zlatotiču, je izšla kot drugi singl s soundtracka, takoj za pesmijo »Work It Out«, ki jo je izvedla ena izmed igralk v filmu, Beyoncé Knowles, takoj za tem pa je pesem izšla kot šesti singl z albuma Britney. Na tiskovni konferenci založbe Maverick Records so predstavniki založbe pesem označili za singl, ki resnično odstopa od ostalih pesmi na soundtracku, poleg tega pa so menili, da je krajši pojav Britney Spears v filmu »Fembotovi brigadi doprinese status superzvezdnikov.« Ob izidu pesmi so povedali, da pesem in videospot »ostajata resnično zabavna tudi v srcu filma.« Pesem se je premierno predvajala 13. junija 2002 na spletni strani AOL Music, kjer so jo od takrat že v prvem dnevu zavrteli 1,35 milijonkrat, kar je bil novi rekord za spletno stran. Pesem je izšla 2. avgusta 2002.

## Sestava
Pesem »Boys« je R&B-hip hop pesem, ki vsebuje tudi elemente dance-pop zvrsti. Originalna verzija pesmi vsebuje samo vokale Britney Spears, medtem ko so v »Co-Edov remix«, ki je izšel kot singl, vključeni tudi vokali pevca in producenta pesmi, raperja Pharrella Williamsa. Remix pesmi ima počasnejši tempo kot originalna pesem. Po mnenju novinarja s spletne strani Milwaukee Journal Sentinel sta Britney Spears in Pharrell Williams v remixu združila »rap s teen-popom.« Pesem vključuje tudi elemente funk glasbe. V času izida albuma so na uradni spletni strani Britney Spears napisali, da sta na pesem zelo vplivala soul zvrst iz sedemdesetih in Princeova glasba. Po mnenju Alexa Needhama iz revije New Musical Express je pesem zelo podobna delom Janet Jackson. David Browne iz revije Entertainment Weekly je napisal, da je pesem »čista kopija Janet Jackson iz osemdesetih.« Besedilo pesmi govori o fantu, ki je pevki všeč.

## Sprejem

### Sprejem kritikov
Alex Needham iz revije New Musical Express, ki je pesem označil za »nedvomno uspešen duet«, je o duetu napisal še: »Ona poje o fantih, on pa o dekletih. Preprosta, a učinkovita zgodba, zaradi česar je to ena izmed najboljših Britneyjinih pesmi po dolgih letih.« David Browne iz revije Entertainment Weekly menil, da je produkcija dueta The Neptunes, ki sta producirala dva singla z albuma Britney (»Boys« in »I'm a Slave 4 U«) »neuspešna pri njenem pisanju, saj preusmeri pozornost od ritma, vendar nikoli ni dovolj uspešna in vsi verzi zvenijo kot slabi refreni.« Nicki Tranter s spletne strani PopMatters je napisal, da je na album opozoril predvsem »utrujen in preizkušen« dance-pop, vendar da pesmi »Boys« in »Cinderella« občinstvo spomnita na »stari Britneyjin teritorij, ki raziskuje predvidena vprašanja, kot so njena ljubezen, njen ples in njena zelo priljubljena dekliškost.« Catherine Halaby iz revije Yale Daily News je pesem označila za »zelo prisiljeno (če pomislimo na njeno stanje) praznovanje.«

### Dosežki na lestvicah
Pesem »Boys« se ni uvrstila na pomembnejše glasbene lestvice v Združenih državah Amerike, saj je zasedla le dvanajsto mesto na lestvici Billboard Bubbling Under Hot 100. Uvrstila se je tudi na lestvico Billboard Pop Songs, kjer je dosegla dvaintrideseto mesto. Na kanadski lestvici je bil singl nekoliko uspešnejši, saj se je uvrstil na enaindvajseto mesto. Pesem »Boys« je bila mnogo uspešnejša drugod po svetu, saj je zasedla eno izmed prvih dvajsetih mest na skoraj vseh glasbenih lestvicah, na katere se je uvrstila. Na britanski lestvici je zasedla sedmo mesto. Na eno izmed prvih desetih mest se je uvrstila tudi na irski ter na obeh belgijskih (flandrski in valonski) glasbenih lestvicah. Na avstralski lestvici je pesem ostala dvanajst tednov in nazadnje dosegla štirinajsto mesto. Kasneje je s strani organizacije Australian Recording Industry Association prejela zlato certifikacijo. Poleg tega se je singl uvrstil med prvih dvajset pesmi na lestvicah v Nemčiji, Avstriji, Švici, na Finskem, Švedskem in Danskem.

## Videospot
Videospot za pesem »Boys« je režiral Dave Meyers. Začne se z moškim, ki ga je zaigral DJ Qualls, ki poskuša vstopiti v graščino in se udeležiti zabave, na kateri je tudi Britney Spears, vendar ga varnostniki pri vhodu zadržijo. Pove jim, da je prejšnji večer »jedel bonbone Fruity Pebbles s P. Diddyjem.« Varnostniki ga vseeno ne spustijo v graščino, zaradi česar prične klicati Britney Spears. Ko se prične vrteti glasba, se pokaže prizor v eni izmed sob na zabavi, kjer se Britney Spears, oblečena v razkošno obleko, pripravlja na zabavo, hkrati pa pleše s skupino žensk v belih oblačilih okrog nje. Naslednji prizor, ki se odvija zunaj, na zabavi, prikazuje Britney Spears in moškega, ki sedita nasproti dolge table. Nato se Britney Spears sprehaja poleg bazena, v katerem opazi moškega, ki ga je upodobil Justin Bruening, med plavanjem. Začenjata se zanimati drug za drugega; v tem času pa je Pharrell v baru z žensko. Britney Spears stopi do njega in se prične pogovarjati z njim. Nato prične plesati s skupino ljudi, v kateri je tudi Mike Myers kot Austin Powers. V videospotu se pojavita tudi igralca Jason Priestley in Taye Diggs. Videospot je bil leta 2003 nominiran za nagrado MTV Video Music Award v kategoriji za »najboljši filmski videospot«, vendar ga je nazadnje premagal Eminemov videospot za pesem »Lose Yourself«.

## Nastopi v živo
Britney Spears je s pesmijo »Boys« nastopila ob številnih priložnostih. 10. februarja 2002 jo je izvedla ob začetku iger NBA All-Star Game leta 2002. Še pred tem je 2. februarja 2002 z njo nastopila v sedemindvajseti sezoni oddaje Saturday Night Live. Skupaj s pesmijo »I'm a Slave 4 U« jo je izvedla v svoji ABC-jevi specijalki, naslovljeni kot In the Zone, v sklopu katere je promovirala svoj četrti glasbeni album, In the Zone. V Veliki Britaniji je Britney Spears pesem izvedla v oddaji CD:UK. Od izida je Britney Spears singl izvedla na vseh svojih turnejah, in sicer na turnejah Dream Within a Dream Tour, The Onyx Hotel Tour, The Circus Starring Britney Spears ter Femme Fatale Tour. Originalno različico pesmi je izvedla samo na turneji Dream Within a Dream Tour, saj je »Co-Edov remix« pesmi izšel šele kasneje. Pri podaljšku te turneje, ki se je odvijal leta 2002, je originalno verzijo nadomestila z remixom. Na turneji Dream Within a Dream Tour je Britney Spears med nastopom s pesmijo nosila kratko majico z naramnicami. Med nastopom s pesmijo na turneji The Onyx Hotel Tour jo je eden izmed moških spremljevalnih plesalcev potiskal, medtem ko je ona sama stala na vozičku za prtljago. Med izvedbijo pesmi na turneji The Circus Starring Britney Spears je imela oblečen vojaško uniformo, pri tem pa so jo obkrožili njeni spremljevalni plesalci, od katerih so nekateri vozili kolesa. Na turneji Femme Fatale Tour je imela Britney Spears med nastopom s pesmijo »Boys« nosila zlato kapo in nastopila kot krotilka kač.

## Seznam verzij
| - Gramofonska plošča in britanski maxi singl 1. »Boys« (Co-Ed remix) – 3:45 2. »Boys« (Co-Ed remix – Inštrumentalno) – 3:45 3. »Boys« – 3:28 4. »I'm a Slave 4 U« – 3:23 | - Brazilski CD s singlom 1. »Boys« (Co-Ed remix) – 3:45 2. »Boys« (Co-Ed remix – Inštrumentalno) – 3:45 3. »Boys« – 3:28 4. »Boys« (inštrumentalno) – 3:28 |

## Dosežki in certifikacije

### Dosežki
| Lestvica (2002)                                            | Dosežek |
| ---------------------------------------------------------- | ------- |
| Avstralija (ARIA)                                          | 14      |
| Avstrija (Ö3 Austria Top 75)                               | 18      |
| Belgija (Flandrija; Ultratop 50)                           | 7       |
| Belgija (Valonija; Ultratop 40)                            | 10      |
| Kanada (Canadian Hot 100)                                  | 21      |
| Danska (Tracklisten)                                       | 14      |
| Francija (SNEP)                                            | 55      |
| Nemčija (Media Control AG)                                 | 19      |
| Irska (IRMA)                                               | 10      |
| Nizozemska (Dutch Top 40)                                  | 38      |
| Nova Zelandija (RIANZ)                                     | 39      |
| Švedska (Sverigetopplistan)                                | 11      |
| Švica (Media Control AG)                                   | 20      |
| Združeno kraljestvo (The Official Charts Company)          | 7       |
| Združene države Amerike (Billboard Bubbling Under Hot 100) | 12      |
| Združene države Amerike (Billboard Pop Songs)              | 32      |

|

### Certifikacije
| Država     | Certifikacija |
| ---------- | ------------- |
| Avstralija | Zlata         |

|}